# Maria da Graça Amado da Cunha
Maria da Graça de Macedo e Faro Amado da Cunha (* 24. November 1919 in Lubango, Portugiesisch-Westafrika, Angola; † 12. Februar 2001 in Lissabon) war eine portugiesische klassische Pianistin, die insbesondere durch die Interpretation der Werke des portugiesischen Komponisten Fernando Lopes-Graça bekannt wurde. Sie war auch eine bekannte feministische Aktivistin und Gegnerin des diktatorischen Regimes des Estado Novo.

## Leben
Amado da Cunha wurde im kolonialen Angola als Tochter von Manuel de Barros Amado da Cunha, Kapitän der Luftwaffe und später Zivilgouverneur des Distrikts Faro, und Guilhermina de Macedo Pinto Menezes e Faro geboren. Als sie ein Jahr alt war, siedelte die Familie nach Portugal um und ließ sich in Lissabon nieder.
In den 1930er Jahren besuchte sie das Conservatório Nacional und wurde Schülerin des Pianisten José Vianna da Motta, des Komponisten Luís de Freitas Branco und der französisch-stämmigen Komponistin Francine Benoît.
Gemeinsam mit Fernando Lopes-Graça, Francine Benoît, Joaquim da Silva Pereira, Macario Santiago Kastner und anderen Musikern, Dirigenten und Komponisten gründete sie 1942 die Sociedade de Concertos Sonata und organisierte verschiedene öffentliche Veranstaltungen mit portugiesischer und zeitgenössischer Musik in der Academia dos Amadores de Música oder in den Sälen der Sociedade Nacional de Belas Artes und der Zeitschrift O Século. Sechs Jahre später wurde die Gesellschaft unter der Leitung von Freitas Branco als portugiesische Sektion der Internationalen Gesellschaft für Neue Musik anerkannt. In den ersten Jahren nach ihrer Gründung hob die Gesellschaft insbesondere die Werke der Komponistinnen Francine Benoît, Berta Alves de Sousa und Elvira de Freitas hervor und versuchte, das bis dahin unbekannte oder sogar unterbewertete Schaffen von Komponistinnen bekannt zu machen.
In den 1940er und 1950er Jahren arbeitete Amado da Cunha mehrfach für die portugiesische Presse und schrieb Musikkritiken für verschiedene Zeitschriften und Zeitungen wie Seara Nova. Nach ideologischen Differenzen bei Seara Nova gründeten und verlegten João José Cochofel, Maria Vitória Quintas, Lopes-Graça, Benoît und Amado da Cunha als ausgesprochene Antifaschisten ab 1950 die Monatszeitschrift Gazeta Musical, zunächst mit Freitas Branco  und später mit Quintas als Chefredakteurin. 1957 änderte die Zeitschrift ihren Namen in Gazeta Musical e de Todas as Artes.
Bekannt wurde Amado da Cunha vor allem als Förderin der portugiesischen Musik und als Interpretin von Klavierkompositionen von Fernando Lopes-Graça. Auch wenn sie sich in den 1960er Jahren relativ früh zur Ruhe setzte, unterhielt sie über 50 Jahre lang eine freundschaftliche Beziehung zu Lopes-Graça.
In den 1940er Jahren heiratete sie Roger D'Avellar, einen Marineleutnant und Piloten, der TAP Air Portugal arbeitete. Aus der Ehe ging 1945 ein Sohn hervor, Pedro Avelar, der Maler wurde.
Amado da Cunha, die feministische, pazifistische und diktaturfeindliche Ansichten vertrat, begann eine lebenslange Freundschaft mit Clementina Carneiro de Moura und schloss sich über sie der Associação Feminina Portuguesa para a Paz und dem Movimento de Unidade Democrática an. Im Rahmen ihrer politischen Aktivitäten gehörte sie im November 1946 einer Gruppe von Schriftstellern, Journalisten und Künstlern des Movimento an, die eine Petition verfasste, in der gegen die Zensur, die willkürliche Inhaftierung und die Entlassung mehrerer Akademiker und anderer Professoren, von denen viele Aktivisten der Kommunistischen Partei Portugals waren, wegen ihrer politischen Ansichten protestiert wurde. Die Petition, die von mehr als 200 Personen unterzeichnet wurde, enthielt die Unterschriften von acht Frauen, neben Amado da Cunha und Moura waren dies Manuela Porto, Irene Lisboa, Alice Gomes, Maria Keil, Natália Correia und Maria Barreira.
m März 1947 unterzeichnete sie zusammen mit Maria Keil, Cesina Bermudes, Maria Palmira Tito de Morais, Maria Valentina Trigo de Sousa und Elina Guimarães im Namen des Frauenkomitees des Lissabonner Zweigs des Movimento de Unidade Democrática einen Brief an den Zivilgouverneur von Lissabon, João Ferreira Dias Moreira, um gegen die Einrichtung politischer Gefängnisse wie das Konzentrationslager Tarrafal auf den Kapverden zu protestieren.
1961 wurde Amado da Cunha in einem Werk des Malers Abel Manta, der mit ihrer Freundin Clementina Carneiro de Moura verheiratet war, porträtiert. Das Ölgemälde ist derzeit im Museu Nacional da Música in Lissabon ausgestellt.
Amado da Cunha starb im Alter von 81 Jahren in Lissabon.
2019 wurde im Museu da Música Portuguesa auf Basis des von ihrer Familie gestifteten Nachlasses eine Dokumentationsausstellung über ihr Leben und ihre Karriere.

## Diskografie
Zu ihren Lebzeiten produzierte Amado da Cunha zwei Schallplatten mit Klaviermusik von Lopes-Graça:
- Maria da Graça Amado da Cunha Interpreta Lopes-Graça. Vol. I. Onze variações; oito bagatelas. Ed. PortugalSom/Strauss, 1996.
- Maria da Graça Amado da Cunha Interpreta Lopes-Graça. Vol. II. Nove danças breves; Sonata No. 2; Variações sobre um tema popular português. Ed. PortugalSom/Strauss, 1996.